# 热带风暴阿利森
热带风暴阿利森（英語：Tropical Storm Allison）是2001年大西洋飓风季期间于6月对德克萨斯州东南部构成灾难性打击的一场热带风暴。作为飓风季的首场风暴，阿利森的持续时间在6月风暴中异常之长，保持热带或亚热带气旋状态达15天之久。系统于2001年6月4日由墨西哥湾北部的一股东风波发展形成，之后不久就袭击了德克萨斯州北部海岸。气旋向北飘移穿越该州后转向南下，再度进入墨西哥湾。风暴继续向东北偏北方向移动，登陆路易斯安那州后穿越美国东南部和中大西洋各州。阿利森是继1998年的热带风暴弗朗西丝以来第一个吹袭德克萨斯州北部海岸线的风暴。
风暴沿途普降暴雨，德克萨斯州的最高降雨量超过1000毫米。休斯敦爆发了最严重的洪灾，成为受阿利森打击最沉重的地区。洪水淹没了超过7万間房屋，还摧毁了2744間民宅，导致3万人无家可归。休斯敦市区也被洪水淹没，对多家医院和商户构成严重破坏，全州共有23人死亡。阿利森沿途一共造成41人丧生，经济损失高达55亿美元（2001年美元，相当于2025年的97.7億美元）。除德克萨斯州以外，受灾最严重的地区分别是路易斯安那州和宾夕法尼亚州东南部。
风暴过去后，美国总统乔治·沃克·布什宣布阿利森沿途的75个县成为灾区，以便灾民申请援助。由于风暴造成的灾难性破坏和大量人员伤亡，其名称“阿利森”因此退役，今后永远都不会再在北大西洋热带气旋命名时使用。截至2013年，这仍然是唯一一场未达飓风强度但却导致名称退役的大西洋风暴。

## 气象历史
2001年5月21日，一股东风波离开非洲海岸并向西穿越大西洋，这一过程中发展出的对流很少。经过南美洲和加勒比海西南部以后，东风波于6月1日进入东北太平洋。6月2日，系统在墨西哥瓦哈卡州萨利纳克鲁斯（Salina Cruz）东南偏南方向约370公里海域发展出下层环流。东风波因南向气流影响被迫北上，于6月3日进入陆地上空。之前发展出的下层环流已经消散，但还是有中层环流存在。6月4日，系统进入墨西哥湾，其东面已经发展出深层对流。6月5日清晨，卫星图像显示墨西哥湾西北部有一股热带低气压形成，之后的报告进一步显示系统东部表面上方约数百英尺位置的阵风时速已经达到95公里。
协调世界时6月5日中午12点，这股扰动天气发展出一片广阔的下层环流，并因此成为2001年大西洋飓风季的首场风暴，获名“阿利森”（Allison）。气象部门预计气旋会有一定程度强化，但增强过程也会因海面温度低而受阻。由于中心仍属冷心，因此风暴起初还表现出亚热带天气系统特征。虽然有这样的不利因素影响，阿利森还是迅速增强至持续风速每小时95公里的最高强度，中心以东370公里外的风速仍然达到热带风暴强度，中心最低气压为1000毫巴（百帕，29.53英寸汞柱）。风暴起初的移动速度非常缓慢，并且因深层对流内有多个小漩涡的存在导致其中心位置很难确定。当天晚些时候，气象学家对气旋接下来的行进路线出现了几种不同的预测。其中一种认为阿利森会向西进入墨西哥；另一种认为气旋会向东逼近路易斯安那州南部。这个时候系统中心附近的风力较弱，降水也很少，大部分风雨都位于东面和北面。由于一个从东向西跨越美国东南部的副热带高压脊产生的转向气流影响，阿利森在接近德克萨斯州海岸线的过程中减弱，以风力时速80公里强度吹袭该州布拉佐里亚县的弗里波特（Freeport）。风暴在陆地上迅速减弱，美国国家飓风中心于6月6日清晨开始停止发布有关气旋的公告。风暴降级成热带低气压后不久，地面观测发现深层对流附近有拉长的环流和模糊的中心重新形成。

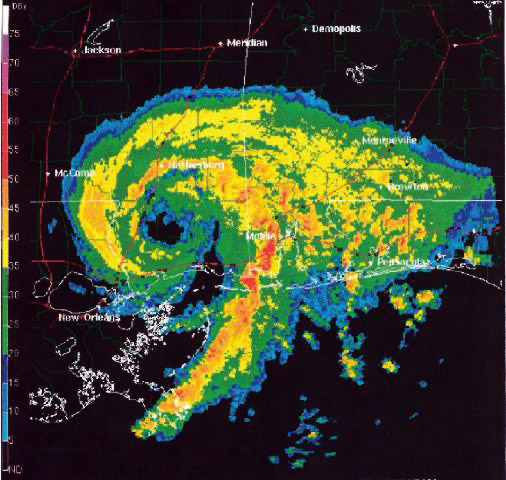
位于密西西比州上空的亚热带风暴阿利森，可以看到其中存在一个眼状特征

低气压向北飘移至德克萨斯州的拉夫金，然后因北面的高气压系统影响导致基本停止前进。在德克萨斯州上空停止移动期间，气旋产生了倾盆大雨，降雨量最高的杰佛逊县西北部超过1033毫米。6月7日，佛罗里达州近海的副热带高压脊有所减弱，同时德克萨斯州西部的高压脊得到增强。这种变化促使热带低气压阿利森以顺时针方向环路移动，风暴开始向西南方向飘移。随着系统中心到达德克萨斯州沃克县亨茨维尔（Huntsville）上空，一片厚实的雨带开始在其后方形成，雨带范围从路易斯安那州向西延伸到德克萨斯州利柏提县，又引发了更多的洪灾。阿利森这时的最低中心气压约为1004毫巴，最大持续风速只有每小时16公里。6月9日晚到6月10日清晨，阿利森的残留再次到达墨西哥湾开放水域上空。低气压在德克萨斯州加尔维斯敦以南约100公里洋面再度进入几乎停止移动的状态，这时虽然外界环境中存在有利热带气旋发展的上层风，但系统没有表现出任何重新发展的迹象。由于空气干燥，还有着中等强度西向风切变的双重不利影响，风暴转变成了亚热带气旋。亚热带低气压向东移动，其东面重新发展出新的下层环流，系统很快于6月11日登陆路易斯安那州摩根城。与此同时，表面中心在其原本位置的东北偏东方向重新形成，与中层环流对齐。环流上空重新发展出强烈的雷暴，阿利森在路易斯安那州东南部上空增强成亚热带风暴。风暴在密西西比州格林县麦克莱恩（McLain）附近进一步增强至持续风力时速70公里，最低气压约1000毫巴强度，其中还出现了一个非常清晰的眼状特征。

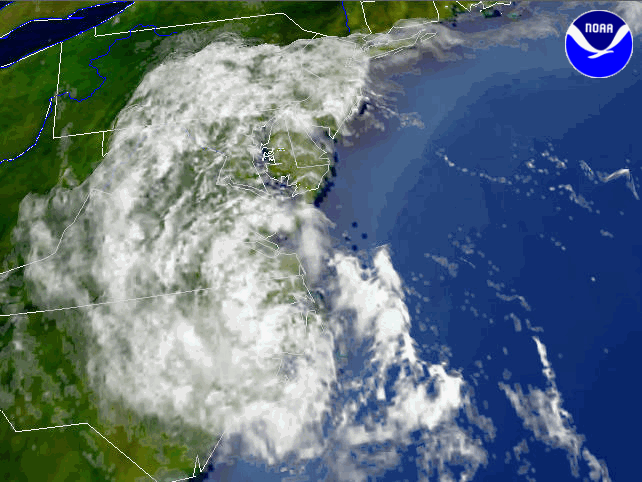
位于北卡罗来纳州上空的亚热带低气压阿利森

6月12日凌晨0点，风暴正式降级成亚热带低气压。气旋的前进速度略有加快，向东北偏东方向先后途经密西西比州、阿拉巴马州、乔治亚州和南卡罗莱纳州，到达北卡罗莱纳州威尔明顿附近时再度进入基本停止移动的状态。由于有一股冷锋逐渐逼近，低气压经过北卡罗莱纳州，并且向东北方向加速行进了一段时间。虽然卫星和雷达图像都显示系统层次分明，但其移动速度仍然有所降低，并且以不规则的路线移动了一段时间，从路径上看类似一个很小的逆时针环。接下来风暴开始总体向东北方向移动，于6月16日从德玛瓦半岛南部经过。系统残留于6月17日进入大西洋上空，在到达大西洋城以东海域期间重新强化，其北面环流产生暴雨。低气压与一股锋面产生相互作用并开始与之合并，同时朝东北方向的前进速度提高到了每小时21公里。阿利森的残留在斜压过程中重新增强成亚热带风暴，但只维持了很短的时间，然后在纽约长岛以南洋面转变成温带气旋。到了6月17日晚，低气压已经到达罗得岛州近海，给新英格兰带去大量降水。6月18日，系统残留被冷锋吸收，最终于6月20日经过纽芬兰岛开普雷斯（Cape Race）以南海域期间消散。

## 防灾措施
风暴形成后不久，加尔维斯顿县政府向加尔维斯顿岛最西面不受加尔维斯顿海塘保护的区域发布了自愿撤离令。该岛到玻利瓦尔半岛之间的轮渡服务予以暂停，布拉佐里亚县的瑟夫赛德也收到了自愿撤离令。美国国家飓风中心针对阿利森发布首份公告时，德克萨斯州马塔哥达县萨金特到路易斯安那州摩根城之间地区收到了热带风暴警告。风暴登陆后，德克萨斯州东部多个地区收到了山洪爆发预警和警告。美国国家气象局驻休斯敦办事处在多场洪灾爆发期间发布了99份山洪爆发警告，平均每份的提前时间约为40分钟；驻路易斯安那州莱克查尔斯办事处则发布了47份山洪爆发警告，平均每份的提前时间为24分钟；驻新奥尔良和巴吞鲁日办事处也发布了87份山洪爆发警告，平均每份提前39分钟。所有这些警告中只有30次在发布后没有出现山洪爆发。
塔拉赫西在阿利森向北逼近的前一天开设了一个避难所，有7位工作人员安置了12人。另有两个避难所进入待命状态。佛罗里达州西北狭长地带的居民收到了洪水警报。

## 影响
| 州           | 死亡人数 |
| ------------ | -------- |
| 德克萨斯州   | 23       |
| 路易斯安那州 | 1        |
| 密西西比州   | 1        |
| 佛罗里达州   | 8        |
| 弗吉尼亚州   | 1        |
| 宾夕法尼亚州 | 7        |
| 共计         | 41       |

热带风暴阿利森途经德克萨斯州和中大西洋各州时引发了重大洪涝灾害。降雨量超过890毫米的休斯敦受灾最为严重。整场风暴一共夺走了41人的生命，其中27人溺毙，造成的破坏价值高达55亿美元（2001年美元，相当于2025年的97.7億美元），成为美国历史上最致命、造成损失最惨重的热带风暴。

### 德克萨斯州
加尔维斯顿岛受到高达2.5米水墙的冲击，其上还有更高的波浪，导致海岸沿线出现越流。加尔维斯顿码头的风速达到每小时69公里。阿利森在德克萨斯州上空基本停止移动期间令该州普降暴雨。海滩受到了轻度侵蚀。爆发的山洪持续了数天之久，全州降雨量最高的杰佛逊县西北部超过了1033毫米，休斯敦港也有940毫米。休斯敦经历了持续时间不长的倾盆大雨，连续6天的降雨量共计达到980毫米。整个哈里斯县有9.5万套移动房屋和7.3万套房屋被降水引发的洪水淹没。热带风暴阿利森摧毁了2744套民宅，导致3万人流离失所，单住房所受破坏就价值17.6亿美元（2001年美元，相当于2025年的31.3億美元）。
世界上最大的医疗园区德克萨斯医疗中心有多间医院在星期五晚上受到风暴的突然袭击导致严重破坏。贝勒医学院受到价值4.95亿美元（2001年美元，相当于2025年的8.79億美元）的损失。这所医学院失去了9万只用于研究的动物，6万套肿瘤样本，以及25年的科研数据。与其隔街相对的德克萨斯大学休斯敦健康科学中心失去了数以千计的实验动物。整个医疗中心一共遭受了超过20亿美元（2001年美元，相当于2025年的35.5億美元）的损失。

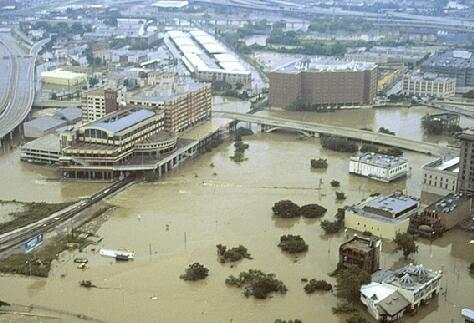
休斯敦遭热带风暴阿利森袭击后变成一片汪洋

连接休斯敦市中心大部分大型办公楼的地下隧道系统被洪水淹没，同样被淹的还有临近水牛河（Buffalo Bayou）的许多街道和停车场。同样位于市中心的休斯敦剧院区同样损失惨重，休斯敦交响乐团、休斯敦大歌剧院和艾莱剧院损失了价值数百万美元的服装、乐器、乐谱、档案和其他物件。到6月9日午夜时分，全市几乎所有高速公路和主要道路都被数英尺深的水淹没，成百上千的司机被迫抛下汽车逃往高处。
虽然整片整片的街区都被大规模洪水破坏，但被淹的民房中没有出现人员溺亡的情况。该地区的死亡人数中有12人当时正在开车、6人正在行走、3人触电身亡、1人身在电梯之中。此外，橙县的莫里斯维尔（Mauriceville）还有一名正在沟渠里游泳的男子淹死。整个德克萨斯州一共遭受了52亿美元（2001年美元，相当于2025年的92.3億美元）的巨额损失。

### 路易斯安那州

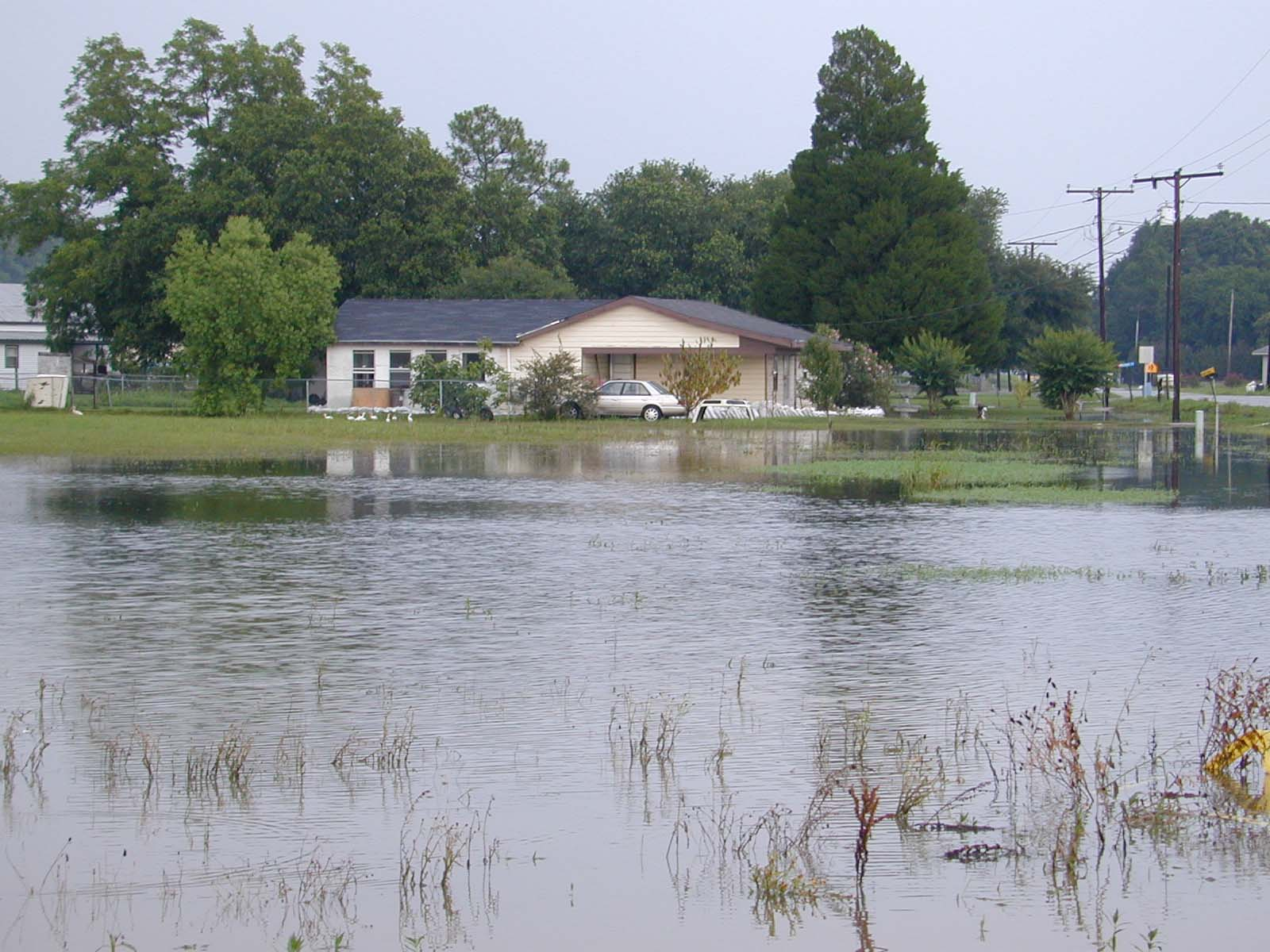
路易斯安那州拉福什堂区查克贝的洪灾

首次登陆期间，阿利森的大规模环流给路易斯安那州西南部带去暴雨。数天后，气旋以亚热带风暴形式袭击该州，产生了更多的降水。降雨量最高的蒂博达到758毫米，令阿利森成为继1989年的另一场同名热带风暴以来给该州带去降水最多的热带气旋。路易斯安那州东南部大部分地区降雨量都在255毫米以上。风力则总体较小，持续风速最高的是莱克弗龙特（Lakefront），为每小时61公里，阵风时速最高的是加登湾（Bay Gardene），达到85公里。风暴在德克萨斯州产生降水期间还给卡梅伦带去了0.75米高的风暴潮。阿利森北上穿越德克萨斯州期间，其外围雨带在扎卡里附近催生出一场藤田级数达到级的龙卷风，破坏了多棵树木和一条输电线缆。受损的线缆击中了一辆卡车，车上一名男子丧生。
阿利森首次登陆时产生的暴雨导致大量房屋和商户被淹。阵风令卡梅伦堂区的10套房屋屋顶受到轻度破坏，路易斯安那州82号高速公路部分路段被风暴潮淹没。天气系统再次登陆后又产生了更多的降水，圣坦曼尼堂区有上千套房屋被淹，圣贝尔纳堂区也有80套，该州其它地区还有数百套。洪水迫使东巴吞鲁日堂区的约1800位居民离开家园。许多道路因洪水导致无法通行，地面径流还引起河流严重泛滥。卡温顿境内的博格法拉亚河（Bogue Falaya River）两次接近历史最高水位。阿米特河（Amite River）与科米特河（Comite River）都到达了继1983年以来的最高水位。此外，曼查克河沿线的防洪堤决堤，淹没了许多道路和房屋。整个路易斯安那州一共遭受了6500万美元（2001年美元，相当于2025年的1.15億美元）的损失。

### 美国东南部

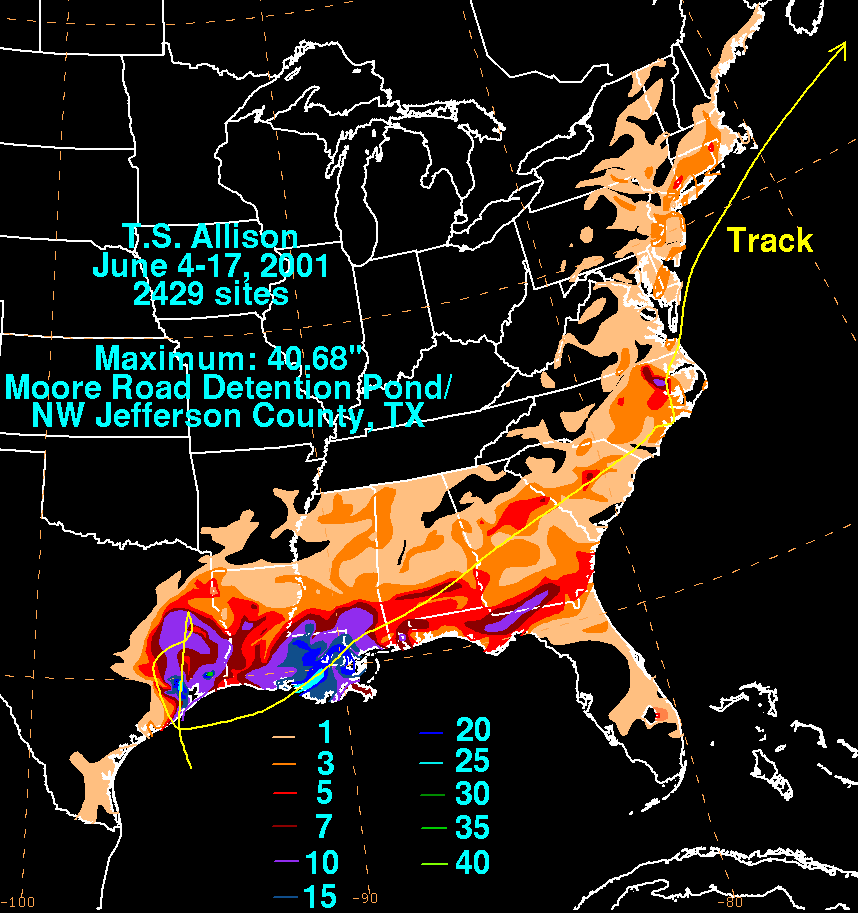
热带风暴阿利森的降雨量分布

密西西比州一夜之间的降雨量就超过255毫米，该州西南部部分区域更超过380毫米。洪水令大量房屋受损，还淹没了许多道路。源于风暴的雷暴活动催生出4场龙卷风，其中袭击格尔夫波特的一场损及10套房屋。乔治县有15套房屋因强烈雷暴受损，还有10套被毁，导致5人受伤。整个密西西比州遭受了超过100万美元（2001年美元，相当于2025年的178萬美元）的损失。阿拉巴马州的降雨量为中等水平，但莫比尔附近地区超过了255毫米。克伦肖县有许多道路因暴雨被迫封闭。风暴与高气压共同影响，令该州南部出现沿海洪灾。阿利森在莫比尔县催生出一场级龙卷风，导致有房屋的屋顶受到轻度破坏，另外还在卡温顿县催生了一场同样为级的龙卷风，导致6户民房和一座教堂轻微受损。
风暴与其北面存在的高气压系统之间产生了强烈的气压梯度，导致佛罗里达州海岸出现强烈离岸流，艾斯康比亚县的彭萨科拉海滩（Pensacola Beach）为此启用了通常只用于风暴警告的警报器。佛罗里达州海岸共有5人因离岸流丧生。风暴的外围雨带给佛罗里达州西北狭长地带带去爆雨，一天内降雨量就超过了280毫米。塔拉哈西地区机场在24小时内的降雨量达到257毫米，刷新了1969年创下的纪录。整个佛罗里达州共有10户民房被毁，599套受损，其中196套程度严重，受损房屋主要分布在莱昂县。包括因离岸流造成的人员丧生在内，全州共有8人遇难，经济损失约2000万美元（2001年美元，相当于2025年的3552萬美元）。
乔治亚州出现暴雨，多个地点的24小时降雨量达到255毫米。洪水导致多条河流溢出，其中奥科尼河（Oconee River）位于鲍德温县县城米利奇维尔（Milledgeville）境内河段水位高达10.3米。该州西南部降雨量最大，许多桥梁和道路被冲毁，另外还有大量道路被淹。乔治亚州州长罗伊·巴恩斯（Roy Barnes）宣传州内7个县进入紧急状态。风暴还催生了两场龙卷风。阿利森的外围雨带在南卡罗莱纳州催生出10场龙卷风和多个漏斗云，不过大部分都只构成轻度破坏，有一所法院受损、多棵树木折断，还有多条供电线路中断。北卡罗莱纳州的降雨量在305到406毫米之间，马丁县几乎所有的道路都被迫封闭，还有25套民宅受损。哈利法克斯县东部还有一座桥梁被严重的洪水冲毁，另有多辆汽车被淹，全州因路面湿滑引发了9起交通事故。

### 中大西洋各州和美国东北部

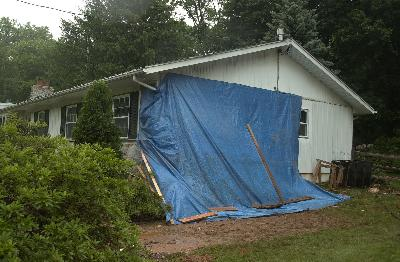
宾夕法尼亚州因洪水造成的破坏

弗吉尼亚州降下小雨，该州东南和西南部降雨量超过76毫米。地面因含水量饱和导致土层松软，一棵树因此倒塌，砸中一人导致伤重不治。阿利森还在该州催生了一场龙卷风。华盛顿哥伦比亚特区出现中等程度降水，乔治城的降雨量有66毫米。马里兰州的登顿降雨量达到190毫米，导致11条道路封闭，还有41条受到冲蚀。该州东部海岸降雨量较少，只有25到50毫米。全州受到的破坏很小，并且没有出现人员丧生。特拉华州降雨量为中等，其中最高的格林伍德达到106毫米，不过没有出现因这场风暴造成破坏的报道。
阿利森与逐渐逼近的冷锋共同作用，给整个宾夕法尼亚州东南部带去暴雨，巴克斯县查尔方特（Chalfont）的降雨量达到全州最高的258毫米，费城部分地区也有超过76毫米。降水引起多条河流上涨，内沙米尼溪（Neshaminy Creek）位于兰霍恩（Langhorne）境内河段水位达到5.1米。该州东南部还有多条河流和溪流水位超过3米。降水还导致许多树木倒塌、输电线缆中断，导致风暴期间该州有7万人失去电力供应。洪水冲蚀了许多道路和桥梁，还包括宾夕法尼亚州东南地区交通局的部分铁路干线。此外还有241户民房被毁，另有1386套受损。一家道奇汽车经销商有150辆车受到水淹。数百人因所在建筑被洪水破坏而需要救援。蒙哥马利县上莫兰德乡（Upper Moreland Township）的乡村绿色综合公寓幢地下堂有一台干洗机因洪水导致脱落，砸破了一条天然气管线，进而因天然气泄露引起爆炸并引发火灾，夺走了6人的生命。由于建筑物周围完全被洪水包围，消防员无法提供援助。此外，还有一名男子因车落入河中而溺亡。整个宾夕法尼亚州一共遭受了2.15亿美元（2001年美元，相当于2025年的3.82億美元）的损失。
风暴给新泽西州带去暴雨，海洋县的塔克顿降雨量达到全州最高的205毫米。降水还导致河流泛滥，梅特德空克河（Metedeconk River）位于雷克伍德（Lakewood）境内的北部河段上涨到了2.5米。洪水导致许多道路封闭，其中包括多条州级公路。大西洋城出现时速71公里的阵风，刮倒多棵树木，还令多条供电线路中断，导致超过1.3万人家中停电。许多人因水位太高需要救援，但该州没有出现人员丧生，总体破坏程度也很轻。
热带风暴阿利森导致纽约州山洪爆发，多个地区在一小时内降雨量就达75毫米，威斯特彻斯特县的格兰提斯普林斯（Granite Springs）达到全州最高的146毫米。降水导致河流泛滥，莫瓦河（Mahwah River）的浪头有1米高。降雨令24套房屋和多家商店受损，纽约地区还有多条重要公路因洪水封闭。该州没有因这场风暴导致人员丧生，总体所受破坏也很小。康涅狄格州的情况类似，温德姆县庞弗里特（Pomfret）的降雨量达到全州最高的183毫米，导致多条道路封闭，还有多套房屋受到轻度损伤。扬蒂克河位于扬蒂克（Yantic）境内河段上涨至3.4米，汉普顿（Hampton）有一个私人水坝决堤，一条州级公路因此封闭。罗得岛州普罗维登斯县北史密斯菲尔德（North Smithfield）的降雨量达到180毫米，许多道路和房屋被洪水冲毁，福斯特（Foster）还有一座木屋被毁。
阿利森外围雨带中一片与其它部分分离的雷暴在马萨诸塞州乌斯特县和米德尔塞克斯县各催生出一场级龙卷风，共有上百棵树木受到影响，还有一套房屋和一处小型露营地受到破坏。乌斯特县的莱明斯特（Leominster）和米德尔塞克斯县的雪莉（Shirley）有许多树木受到微下击暴流的破坏。风暴产生的闪电击中了两套房屋，令其严重受损，但没有给其它地方构成较大影响。气旋还给该州带去中等强度降水，降雨量范围在75到125毫米之间，导致排水和交通受到影响。整个马萨诸塞州一共遭受了40万美元（2001年美元，相当于2025年的71萬美元）的损失。

## 善后
风暴过后的几个星期里，美国总统乔治·沃克·布什共计宣布德克萨斯州、路易斯安那州南部、密西西比州南部、佛罗里达州西北部和宾夕法尼亚州东南部的75个县为灾区。灾民因此可以获得包括临时住房、紧急上门维修和其它与灾害相关的费用援助。联邦紧急事务管理局还会承担瓦砾清理、与救灾相关的应急服务以及修理或更换包括道路、桥梁在内各种公共设施费用的75%。

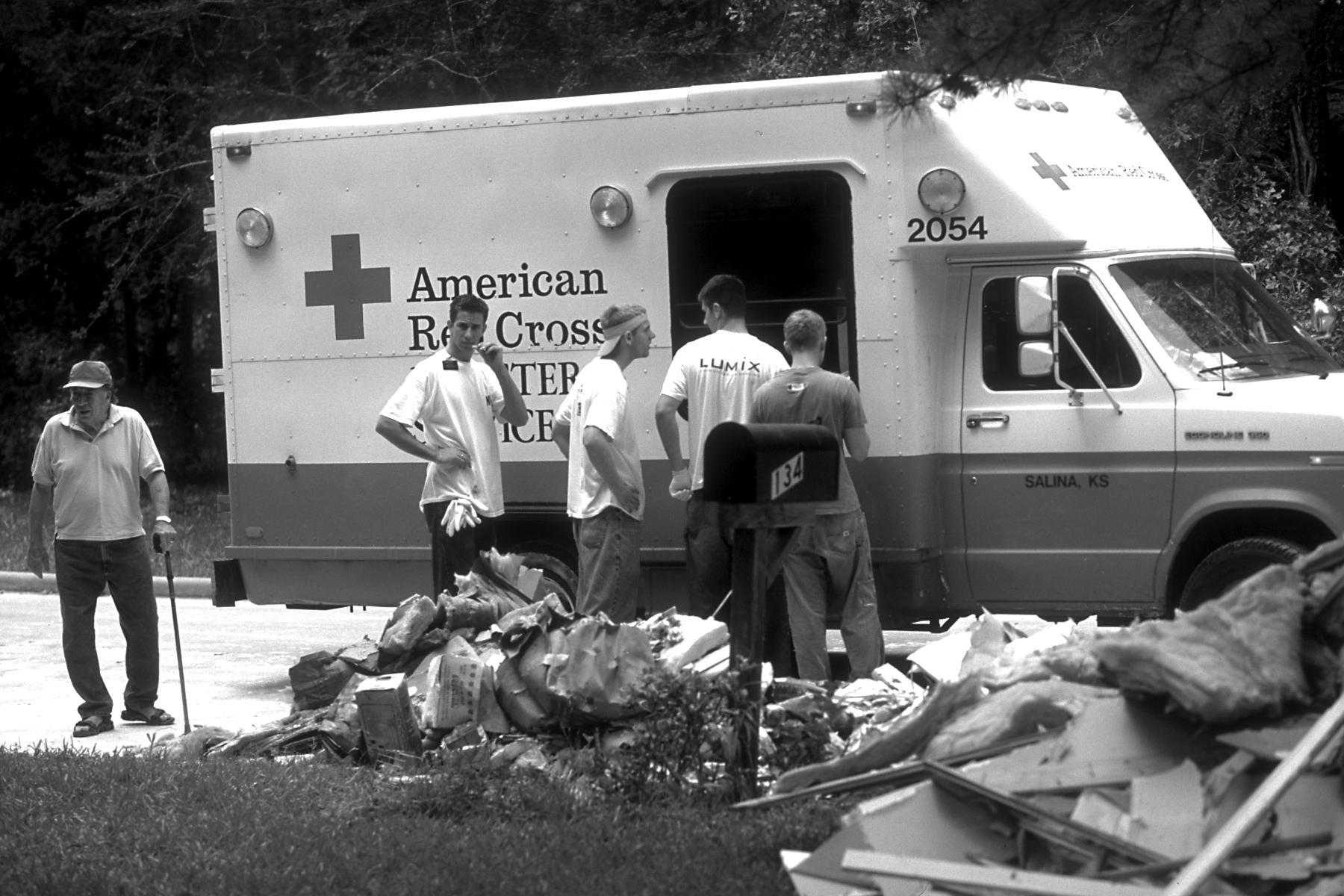
美国红十字会提供的援助物资

阿利森过去几周后，联邦紧急事务管理局在德克萨斯州东南部开设了6家灾难恢复中心，为申请灾害援助的灾民提供救灾相关信息。美国红十字会和救世军最多开设了48个避难所，为被迫离开家园的灾民提供了近30万顿膳食。国家灾难医疗系统在休斯敦部署了一家配备有88名专业人士的临时医院，为近500人提供了救助。35个志愿组织为德克萨斯州灾民提供包括食品、衣物在内的多种援助，还有志愿者帮助修复房屋。由于有近5万辆车被淹或被毁，许多人试图隐瞒车辆历史，将其卖到全国各地。极其严重的洪灾以后发生了蚊虫爆发，不过联邦紧急事务管理局提供援助控制了局势。风暴过去6个月后，一共有约12万德克萨斯州居民申请了10.5亿美元（2001年美元，相当于2025年的18.6億美元）的联邦救灾援助。
路易斯安那州也像德克萨斯州一样出现了蚊虫爆发。当地只采用美国国家环境保护局和美国鱼类及野生动物管理局认可的农药来控制虫害。联邦紧急事务管理局官员警告业主洪水的危险性包括霉菌和细菌等。风暴过去3个月后，共有略超过10万名路易斯安那州居民申请了总额超过1.1亿美元（2001年美元，相当于2025年的1.95億美元）的联邦援助。其中有2500万美元（2001年美元，相当于2025年的4439萬美元）属于商业贷款，此外还有800万美元（2001年美元，相当于2025年的1421萬美元）用于社区和州立机构的公共服务。佛罗里达州有超过750位洪水灾民申请总额129万美元（2001年美元，相当于2025年的229萬美元）的政府援助。宾夕法尼亚州共有1670名洪水灾民申请总额1150万美元（2001年美元，相当于2025年的2042萬美元）的联邦援助，其中340万美元（2001年美元，相当于2025年的604萬美元）用于更换宾夕法尼亚州东南地区交通局位于蒙哥马利县华盛顿堡（Fort Washington）境内的一座铁路桥梁。

### 退役
由于这场风暴造成了极其惨重的人员伤亡和经济损失，其名称“阿利森”因此退役，今后永远都不会再在北大西洋热带气旋命名时使用。这仍然是唯一一场未达飓风强度但却导致名称退役的大西洋风暴，直至2015年风暴“埃里卡”（Erika）退役。用来替换的新名称是“安德烈亚”（Andrea），于2007年大西洋飓风季期间首度采用。